# Индигофера красильная
Индигофера красильная (лат. Indigofera tinctoria) — растение семейства Бобовые, вид рода Индигофера, происходящее из Индии и культивируемое во многих тропических странах ради получения синей краски.

## Биологическое описание
Невысокий кустарник высотой до 2 м. Листья непарноперистосложные с 4—7 парами листочков. Листочки эллиптические, сверху - голые, снизу - прижатоволосистые. Цветки - розовые или фиолетовые, мотылькового типа, собраны в небольшие пазушные кисти. Плод — белоопушённый линейно-цилиндрический боб с 4—6 семенами.

## Химический состав
Листья содержат бесцветный гликозид индикан. Под действием ферментов или слабых кислот гликозид расщепляется на глюкозу и агликон индоксил, так же бесцветный, но на воздухе он сразу окисляется и превращается в индиготин, называемый синим индиго.

## Использование
Синее индиго — чрезвычайно прочная краска для тканей, но в настоящее время она искусственно синтезируется. Порошок листьев индигоферы красильной, смешанный с хной, даёт чёрную краску для волос, называемую басмой.
Листья растения так же считаются лекарственными, так как обладают ранозаживляющим, жаропонижающим и бактерицидным действием. Во Вьетнаме их применяют для лечения фурункулов и различных кожных заболеваний. В Индии они применяются внутрь при заболеваниях печени.